# اللواء 140 دفاع جوي (اليمن)
اللواء 140 دفاع جوي هو لواء دفاع جوي يمني، يتبع القوات الجوية والدفاع الجوي، يتمركز اللواء في محافظة صنعاء في منطقة "ضلاع شملان"، ضمن عمليات المنطقة العسكرية السابعة.